# Січовик Ігор Прокопович
І́гор Про́ко́пович Січови́к (17 червня 1945, село Велицьк Ковельського району Волинської області — 12 жовтня 2021, Київ) —український дитячий письменник, член Національної спілки письменників України.

## Біографія
Народився в родині сільських вчителів.
Виріс на Херсонщині, де й закінчив середню школу. Робітничу спеціальність здобув у Кривому Розі. Пройшов армійську службу. Навчався на Вищих літературних курсах при Літературному інституті в Москві. Член Національної Спілки письменників України з 1978 року.
Пише з 12 років. Видав три книжки сатири та гумору для дорослих («Жертва моди» 1972, «Зачарована шістка» — 1978, «Азбука для дорослих» — 1985) та чотири десятки книжок для дітей, чимало з яких побачили світ у «Веселці», «Грайлику», «Детской литературе», «Спалах», «Богдан». Упорядкував навчальні збірники для молодших школярів, такі, як «Виручалочка» (десять видань), «Кобзарик» (три видання), «Дивокрай», «Дитячі ігри та розваги», «Веселі історії», «Що не звір, то дивина», «Веселі віршики», «Весела компанія», «З нами весело усім», «А що в мішку?», «Торбинка сміху», "Пухнасті друзі, «Віршики для дітей». Є автором підручників для позакласного читання «Першокласник» і «Сонячне перевесло», близько трьохсот ігор з буквами і словами «Словограй» і «Мовограй», збірників для дошкільних навчальних закладів «Світлячок», «Чеберяйчик», «Дошкільнятко». Видав книжки для найменших читачів «Математичні ігри», «Веселий задачник», «Таємниця десяти невідомих» та книжку «Весела школа».
2006 року окремими виданнями побачили світ такі книжки: «Веселі загадки», «Казки та казочки», "Спритні пальчики, «Котячі дражнилки», «Тисяча скоромовок». Друкував твори у понад ста збірниках.
Чимало дитячих творів Ігоря Січовика вивчають у початковій школі. Вони містяться у «Букварях», хрестоматіях, читанках і методичних розробках.
2003 року письменник створив і видав книжкою повість «Неймовірні пригоди барона Мюнхгаузена в Україні». Знаменитий німецький герой потрапляє в Україну, де пристає до козацького війська. Більшість його пригод, про які він хвацько розповідає сам, відбуваються у поселенні, де він мешкає, а також на всій території України, зокрема й у Києві. Автор бачить Україну очима іноземного героя — це дає йому можливість уважніше придивитися до тогочасних подій, показати полярні риси характеру українців. У повісті широко використовується український фольклор, демонологія, описано традиції, звичаї і побут наших предків. Головний герой твору — гумор, пригоди, оптимізм. Автор прагне привернути увагу не тільки іноземців, а й самих українців до величної історії України, яка, за висновками очевидців, була чи не найромантичнішою у світі. 2003 року Ігор Січовик написав сатиричну політичну повість «Дурилло»(Сповідь президентського песика).
У 2012 році Ігор Січовик написав дві повісті на одну тему для дітей середнього віку "Формула вузла, або Як розплутати клубок таємниць" та "Комп"ютерна алхімія".
Чекають на видання дві нові книжки «Великий букварик» і «Все починається з Нуля».
Ігор Січовик має власний інтернет-сайт «Словограй», який відвідало понад триста тисяч читачів.